# Dirk Konerding
Dirk Konerding (* 27. Februar 1969 in Hilter am Teutoburger Wald) ist ein ehemaliger deutscher Fußballspieler.

## Sportliche Laufbahn

### Vereinskarriere
Konerding fing mit dem Fußballspielen in der Jugend des TuS Borgloh an. Später spielte er im Nachwuchs von Viktoria Georgsmarienhütte, ehe er sich 1985 dem Nachwuchs des VfL Osnabrück anschloss. 1986 wechselte er zu Arminia Bielefeld. Beim DSC wurde der Verteidiger in seinem ersten Jahr von Trainer Horst Franz aus der Jugend- in die Männermannschaft hochgezogen. Nachdem er in seiner Premierensaison in der 2. Fußball-Bundesliga zu 13 Einsätzen gekommen war, kamen im darauffolgenden Spieljahr noch 17 weitere (ein Tor), in denen er und seine Mitspieler den Abstieg in die Amateur-Oberliga nicht vermeiden konnten.
1993 ging er zum FC Gütersloh. Für den FCG spielte er zwölf Jahre, in denen er auch zu weiteren 39 Zweitligaspielen kam. 2005 ging Konerding für zwei Jahre zur Hammer SpVg, ehe er sich 2007 noch einmal dem Bezirksligisten SG Bustedt anschloss. Der Abwehrspieler absolvierte in seiner Karriere 69 Spiele in der Zweiten Bundesliga (drei Tore).

### Auswahleinsätze
Über die Kreis- und Niedersachsenauswahl gelangte Konerding in die Jugend- und Juniorennationalmannschaften der Bundesrepublik. Mit der deutschen U-16-Nationalelf wurde er in der Volksrepublik China Zweiter bei der WM 1985. Im Halbfinale gelang Konerding dabei ein Tor gegen die Mannschaft aus Brasilien.